# Бассейная улица (Ялта)
Бассейная улица — улица в историческом центре Ялты. Проходит от Поликуровской улицы до улицы Свердлова.

## История

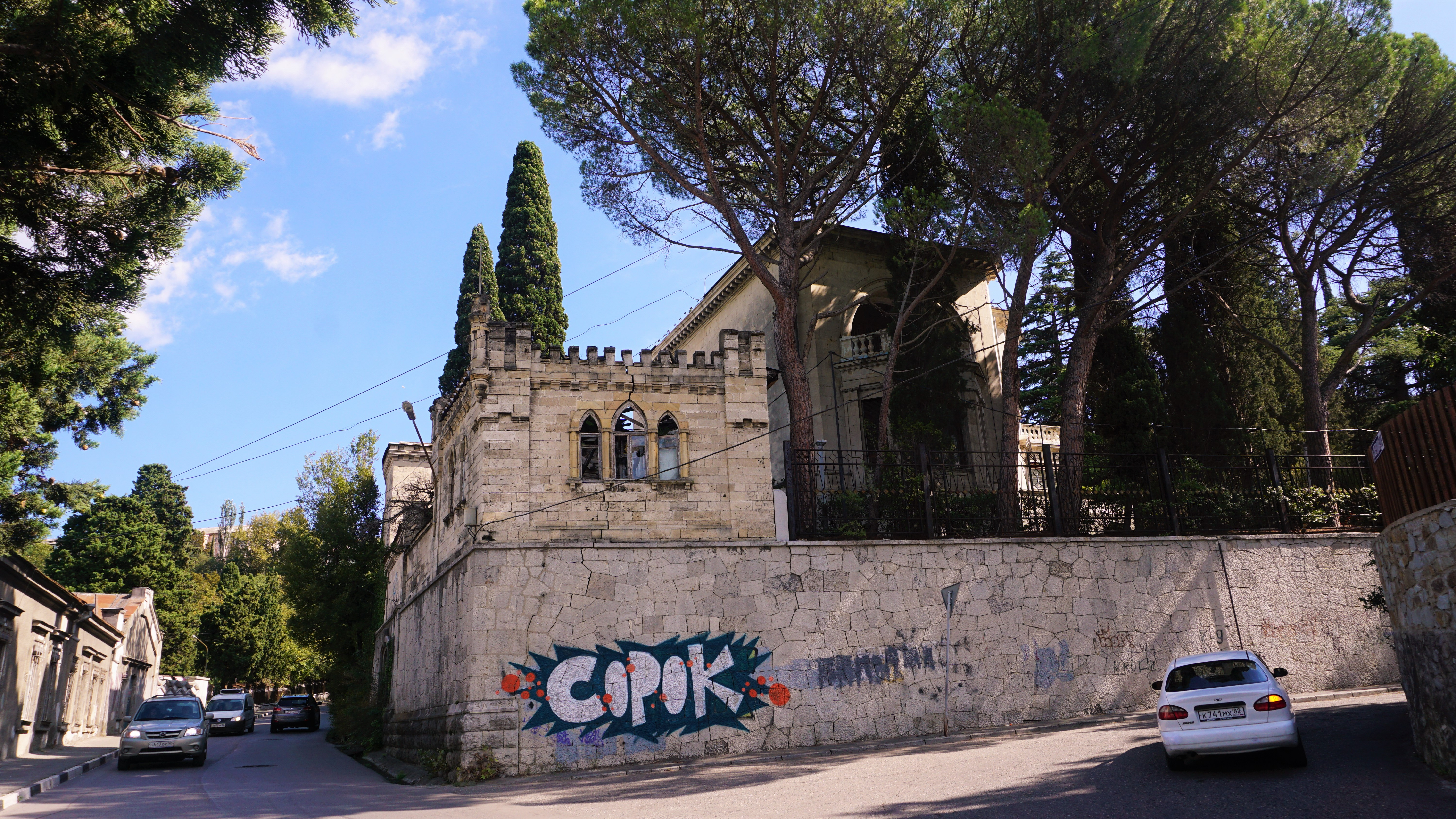
Бывший дом Овчинникова. Угол Свердлова (прямо) и Бассейной (влево) улиц

Проложена по склону Поликуровского холма на территории Старого города.
Название улицы связано с располагавшимся здесь водопроводными сооружениями старой Ялты, получавшей воду от Массандровского водопада.

## Достопримечательности

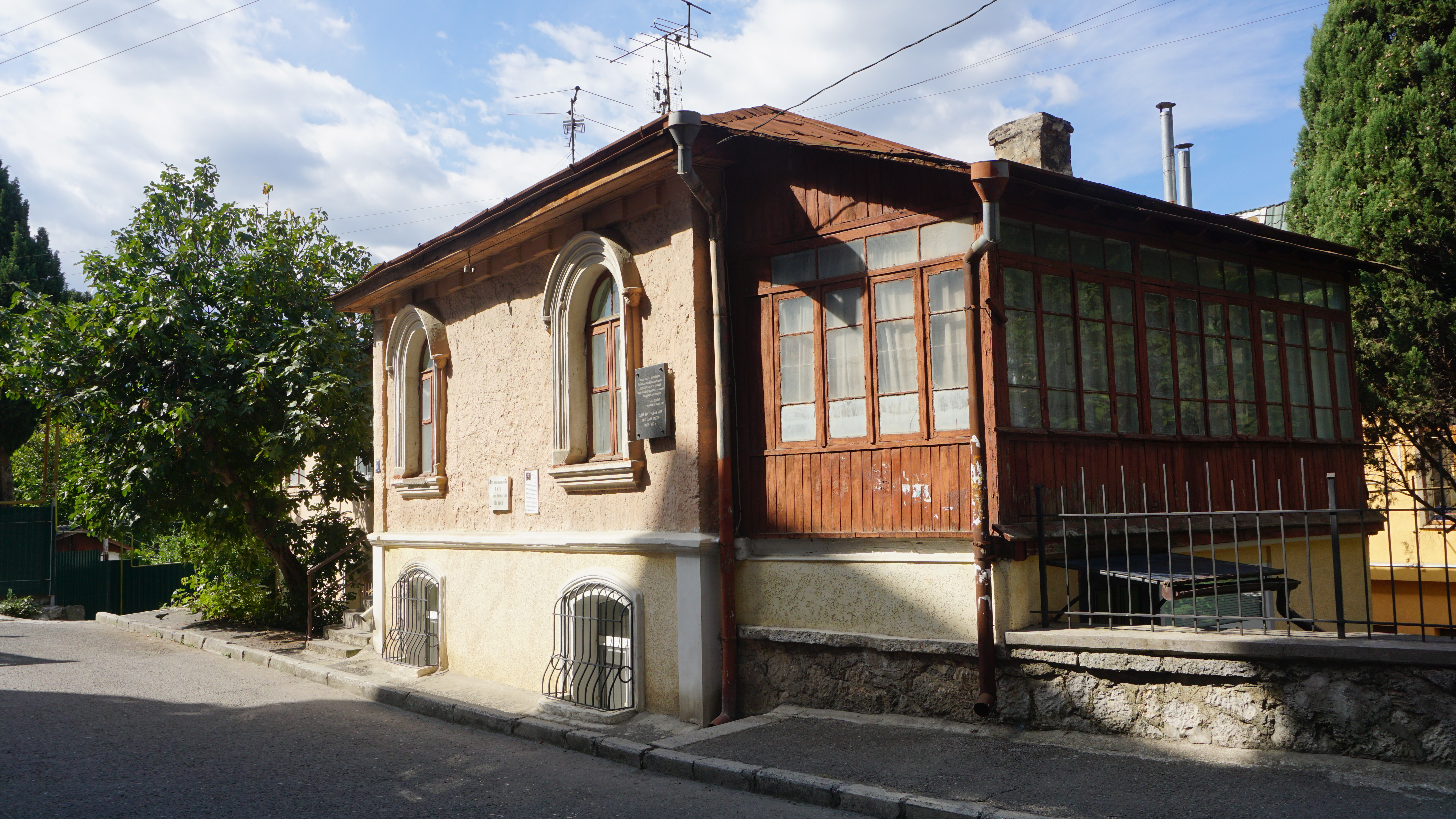
Дом С. Я. Надсона

- д. 23 — бывший жилой дом Ф. Ф. Мельцера, архитектор Н. Г. Тарасов (1901)
- д. 24, литер «А» — Дом, в котором в 1886—1887 гг. жил поэт С. Я. Надсон (1862—1887, мемориальная доска[3])[4]  Объект культурного наследия народов РФ регионального значения. Рег. № 911711040620005 (ЕГРОКН)
- д. 25, литер «А» — бывший жилой дом Г. Ю. Овчинникова, архитектор Н. Г. Тарасов (1903)[5]  Объект культурного наследия народов РФ регионального значения. Рег. № 911711021950005 (ЕГРОКН)

## Известные жители
- д. 24, литер «А» — поэт С. Я. Надсон[6]